# In Search of the Unknown
In Search of the Unknownはダンジョンズ&ドラゴンズ・ロールプレイングゲームのモジュールで、Basic Setルールで使用するためにデザインされた。

## 出版の履歴
このモジュールはD&D Basic Setの初版に収録されていた。マイク・カーが執筆し、32ページの小冊子、外装の2色刷りカバーで構成されていた。オリジナルの版の6ページには｢このモジュールのAD&Dでの使用｣という項目が存在した。このAD&D項目は1981年の版で削除された。この冒険は試作版に加えて、販促用のアートワークによって生じた6つの異なる版が存在する。
In Search of the Unknownは、ダンジョンマスター(DM)にダンジョンの作り方を学ばせることを意図した導入用シナリオであった。マイク・カーは新規のプレイヤーのための教育的な冒険としての使用を意図していた。このモジュールは初心者用のシナリオであり、そしてDMがモンスターと宝物を自分で選択して配置することを許している。モジュールにはB1のコードが与えられたが、それはこれがダンジョンズ&ドラゴンズ・ベーシック・セットのために製作された最初の冒険だからである。とはいえ、これはアドバンスト･ダンジョンズ&ドラゴンズ用に変換することも可能であった 。冒険は第1から第3レベルのキャラクターのためにデザインされており、またゲーム経験がわずか、あるいは全くないDMとプレイヤーのために書かれていた。本文イラストはデイヴィッド・C・サザーランド3世、オリジナルのモノクロ版カバーイラストはサザーランドとデイヴィッド・A・トランピアが担当した。1981年の改訂版は、ダーリーン・ペクルがカバーの表紙と裏表紙のイラストを担当した。
長い導入部は冒険の仕組みを解説し、初心者DMとプレイヤーに多くのヒントを提供する。48名の第1レベルキャラクターが含まれる作成済みキャラクターリストが用意されている。モジュールはまた、ノンプレイヤーキャラクターをパーティと一緒に旅させるために使用する、従者と雇い人の利用可能性を示す項目があり、DM用にそれらのキャラクター達を詳細に解説している。このモジュールには、DMが用意された表から自分で選択してモンスターや宝物を配置することのできる多くの部屋と洞窟が存在する。
The 10th Anniversary Dungeons & Dragons Collector's Setは、10周年を祝うために1984年にTSR社から出版されたボックスセットで、ベーシック、エキスパート、コンパニオン・セットのルールブック、AC2 Combat Shield and Mini-adventure、AC3 The Kidnapping of Princess Arelina、In Search of the Unknown、B2 The Keep on the Borderlands、M1 Blizzard Pass、Player Character Record Sheets、ダイスのセットが収録されていた。このセットは1000部の限定生産で、Gen Con 17と通販で販売された:147ページ。
タイトルにその名残があるにもかかわらず、再編集モジュールであるIn Search of AdventureにはIn Search of the Unknownの内容は一切含まれていない。実際はカスケトン洞窟のダンジョン地図だけが掲載されている。
初版ではこのモジュールを配置する場所として「グレイホークの世界」キャンペーン設定(ラティク、テン、ペイルの付近)を提案していた。この情報は以降の版では除去され、B1を配置する背景設定の提案は記載されていないが、エキスパートセットでは、ノウンワールドのカラメイコス大公国に配置された。

## プロット概要
何年も前に、恐れ知らずのロガーンと知られざるゼリガーという2人の裕福な冒険者が、カスケトンの洞窟群として知られる隠された複合施設を建設した。彼らは文明社会の詮索好きな目から逃れ、この基地から自分達の仕事を処理していた。彼らの倫理的な信頼性は疑わしかったが、2人は蛮族の侵略を撃退し、地元住民の支持を得た。結局、彼らは自分達自身の軍隊を編成して前述の敵に対して遠征を行ったが、そこで破滅を迎えた。
プレイヤーキャラクター(PC)はこの時点でストーリーに登場し、モジュールで提供される様々な噂話を聞きつける。話の真実性は幾分疑わしいが、各PCは1つあるいはそれ以上の話を知っている。噂話の大部分はカスケトン洞窟群のどこかに大した宝物が隠されていることに関係しており、PCは洞窟のような入り口からそこに入ることができる。
ダンジョンの完成済みの上層階にはオーク、トログロダイト、ジャイアントラットを含む様々なモンスターが徘徊している。DMは各々の部屋で出会う危険に加え、グループがこれらの脅威と遭遇するかどうかを定期的に判定する。ほとんどの部屋は空白の場所であり、DMはモンスターでも宝物でも、彼らのキャンペーンに最も相応しいと思うものを配置する。
完成済みの上層階はロガーンとゼリガーの自宅であったため、彼らの私有財産の多くがここに存在する。これら初期の冒険において典型的であるように、多くの罠が不注意なグループを待ち受けている。部屋の幾つかには部屋いっぱいの水たまり（幾つかは危険であり、残りはそうではない）と、1つのウィザード用研究室がある。
未完成の下層階では上階と違い、無作為生成のモンスターにはゾンビやゴブリンが含まれる。この階層で予め設定されている部屋には美術館、闘技場、大洞窟があるが、この階層の洞窟の多くは全く記述が用意されておらず、DMはこれらの地域の内容を考案しなければならない。
モジュールの終了はグループが戦って発見した敵と宝物の表によって考慮する。ダンジョンを探索する途上で出会うかもしれない様々なクラスのキャラクターの表もまた考慮される。更に、グループが冒険を通じて使ったかもしれない作成済みキャラクターの人数も含まれる。

## 評判
その単純で率直なプロットとデザインにより、In Search of the UnknownはD&Dゲームを進行するのに良い導入になるとみなされていた。
ドン・ターンブルはホワイトドワーフ誌の13号(1979年6/7月号)で、In Search of the Unknownを論評し、10段階評価で9を与えた。彼はこのモジュールとAgainst the GiantsやDescent into the Depths of the Earthを比較し、In Search of the Unknownに賛辞を送った。｢例えば素晴らしい書式、シナリオへの導入の手段が広範囲。TSRの高品質にはいかなる形であれ妥協がない｣。 ターンブルは通常の数字の方がより良いとして、モジュールでローマ数字を参照のために使用することは批判した。
このモジュールは1996年にShadis誌で論評された。
ワイアード誌のケン・デンミードは｢Top 10 D&D Modules I Found in Storage This Weekend｣の1つにこのモジュールを挙げた。デンミードによるとこのモジュールは｢初心者キャラクターのための模範的なダンジョン潜りだ｣としている。